# ヴァッリオ・テルメ
ヴァッリオ・テルメ（伊: Vallio Terme）は、イタリア共和国ロンバルディア州ブレシア県にある、人口約1,400人の基礎自治体（コムーネ）。
温泉地でもあり、泉質は炭酸水素塩泉。効能は泌尿器疾患。

## 地理

### 位置・広がり

#### 隣接コムーネ
隣接するコムーネは以下の通り。
- アニョージネ
- カイーノ
- ガヴァルド
- オードロ
- パイトーネ
- サッビオ・キエーゼ
- セルレ

### 気候分類・地震分類
気候分類では、zona E, 2633 GGに分類される。
また、イタリアの地震リスク階級 (it) では、zona 2 (sismicità media) に分類される
。

## 行政

### 分離集落
ヴァッリオ・テルメには、以下の分離集落（フラツィオーネ）がある。
- Case Nuove (sede comunale), Caschino, Cereto, Gazzino, Oriolo, Porle, Sconzane, Somagro, Sopranico, Vigle

### 山岳部共同体
広域行政組織である山岳部共同体「ヴァッレ・サッビア山岳部共同体」 (it:Comunità montana della Valle Sabbia) （事務所所在地: ヴェストーネ）を構成するコムーネである。